# Oberonia fallax
Oberonia fallax är en orkidéart som beskrevs av Johannes Jacobus Smith. Oberonia fallax ingår i släktet Oberonia och familjen orkidéer. Inga underarter finns listade i Catalogue of Life.